# Helicia cameronii
Helicia cameronii är en tvåhjärtbladig växtart som beskrevs av F. Müll.. Helicia cameronii ingår i släktet Helicia och familjen Proteaceae. Inga underarter finns listade i Catalogue of Life.